# 青木敬
青木 敬（あおき たかし、1975年 - ）は、日本の考古学者。國學院大學文学部史学科教授。研究領域は、主として古墳時代と古代。博士（歴史学）（國學院大学・課程博士・2003年）。

## 経歴
1975年（昭和50年）5月、東京都立川市に生まれる。1998年（平成10年）3月、國學院大學文学部史学科（考古学専攻）を卒業、2000年（平成12年）には國學院大學大学院文学研究科博士課程前期、2003年（平成15年）には博士課程後期（考古学コース）を修了、國學院大学より博士（歴史学）の学位を〈甲博士〉として取得。
2003年より2007年（平成19年）まで國學院大學研究開発推進機構日本文化研究所共同研究員。2008年（平成20年）より独立行政法人国立文化財機構奈良文化財研究所の研究員、2014年（平成26年）から主任研究員として都城の発掘調査にたずさわっている。2016年（平成28年）より國學院大學文学部史学科准教授。2020年（令和2年）教授。

## 著書
- 『古墳築造の研究-墳丘からみた古墳の地域性』六一書房、2003年9月。ISBN 4-947743-16-6
- 「中央官衙」『古代官衙』ニュー・サイエンス社、2014年8月。ISBN 978-4-8216-0523-1
- 『土木技術の古代史』吉川弘文館、2017年10月。ISBN 978-4-642-05853-7
- 『古墳図鑑 訪れやすい全国の古墳300』日本文芸社、2022年8月。ISBN 978-4-537-22014-8

## 主要論文
- 「大田区宝莱山古墳の再検討」東京考古談話会『東京考古』17、1999年。
- 「古墳における墳丘と石室の相関性」日本考古学協会『日本考古学』第23号、2007年。
- 「乱石組雨落溝の構造と変遷」『奈良文化財研究所紀要2010』、2010年。
- 「墳丘規格・築造法」』同成社『古墳時代研究の現状と課題 上』、2012年。
- 「掘込地業と版築からみた古代土木技術の展開」奈良文化財研究所『文化財論叢Ⅳ』、2012年。
- 「日韓王陵級古墳における墳丘の特質と評価」奈良文化財研究所『日韓文化財論集Ⅲ』、2016年。
- 「寺院造営技術からみた白鳳」『國學院雑誌』117-12、2016年。
- 「考古学における三次元計測技術の導入と利活用」国史学会『国史学』226、2018年。
- 「土木と歩んだ古代の人々」土木学会『土木学会誌』105-8、2020年。
- 「舒明朝の考古学的特質」『國學院雑誌』121-11、2020年。
- 「国分寺造営の土木技術と造塔」『國學院雑誌』123-4、2022年。
- 「押捺位置からみた「美濃国」「美濃」刻印須恵器」『奈良文化財研究所紀要2022』、2022年。
- 「薬師寺東西塔の建立と移建」『薬師寺双塔伽藍の由来』、2023年。
- 「桜井茶臼山古墳・メスリ山古墳の墳丘復元とその評価」奈良県立橿原考古学研究所『桜井茶臼山古墳の研究』、2024年。